# Wałerij Sokołenko
Wałerij Wasylowycz Sokołenko, ukr. Валерій Васильович Соколенко (ur. 21 czerwca 1982 w Czernihowie) – ukraiński piłkarz, który występował na pozycji obrońcy.

## Kariera klubowa
Wychowanek klubu Junist' Czernihów. W 2001 rozpoczął karierę piłkarską w drużynie Oswita Borodzianka, potem grał w klubach z niższych lig na Ukrainie, m.in. Systema-KChP Czerniachów. Od 2004 występował w Borysfen-2 Boryspol oraz w drugoligowym Enerhetyku Bursztyn. W sezonie 2006/2007 grał w Górniku Łęczna, po czym powrócił do Ukrainy, gdzie został piłkarzem Desny Czernihów. 27 grudnia 2007 opuścił czernihowski klub i w styczniu 2008 ponownie wyjechał do Polski, gdzie podpisał 1,5 roczny kontrakt z Polonią Bytom. Zaliczył 64 mecze w Ekstraklasie i strzelił 1 bramkę. 19 czerwca 2009 roku przeszedł do niemieckiego klubu Energie Cottbus. W lutym 2011 za obopólną zgodą kontrakt z Energie został anulowany, po czym podpisał kontrakt z Czornomorcem Odessa.

## Życie prywatne
W 2010 wziął ślub z ukraińską piłkarką, Olhą Sokołenką.